# Alessandro Guiccioli

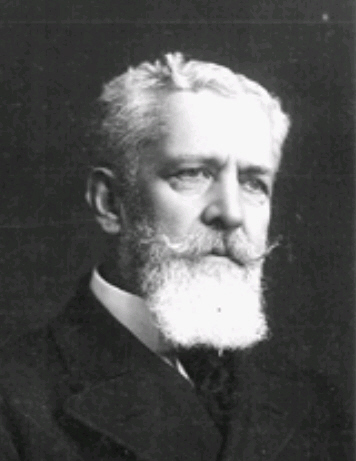
Alessandro Guiccioli

Alessandro Guiccioli, Marchese di Ca’ del Bosco, dei Conti di Monteleone, Patrizio di Ravenna, Ferrara, Cesena e San Marino (* 5. März 1843 in Venedig; † 3. Oktober 1922 in Rom) war ein Diplomat und Politiker im Königreich Italien, der unter anderem zwischen 1874 und 1882 Mitglied der Abgeordnetenkammer (Camera dei deputati) sowie 1888 kommissarischer Bürgermeister sowie 1889 Bürgermeister von Rom war. Er fungierte zudem als Präfekt der Präfekturen der Provinz Florenz (1890 bis 1893), der Provinz Rom (1894 bis 1896) sowie der Provinz Turin (1898 bis 1904). Er war ferner von 1900 bis zu seinem Tode 1922 Mitglied des Senats (Senato del Regno), zwischen 1904 und 1908 Gesandter im Königreich Serbien sowie von 1908 bis 1915 Botschafter im Kaiserreich Japan.

## Leben

### Studium, Eintritt und erste Verwendungen im diplomatischen Dienst
Alessandro Guiccioli war einer von vier Söhnen des Marchese Ignazio Guiccioli (1806–1879), der zwischen 1867 und 1870 ebenfalls Mitglied der Abgeordnetenkammer sowie von 1870 bis 1879 auch Senator war, und der Marchesa Faustina Capranica. Er absolvierte ein Studium der Rechtswissenschaften an der Universität Bologna, welches er mit einem Laurea in giurisprudenza beendete.
Er trat am 3. Februar 1866 als Attaché in den diplomatischen Dienst des Außenministeriums (Ministero degli affari esteri) und wurde am 4. September 1866 zunächst an die Gesandtschaft im Vereinigten Königreich sowie bereits sechs Wochen später am 22. Oktober 1866 an die Gesandtschaft im Kaisertum Österreich versetzt. 1869 wurde er Mitglied der zwei Jahre zuvor gegründeten Geographischen Gesellschaft, der Società Geografica Italiana. Er wurde am 14. September 1870 zunächst Attaché im Hauptquartier von General Raffaele Cadorna sowie im Anschluss am 14. April 1871 Attaché im Kabinett des außerordentlichen Kommissars für die Stadt Rom, Giuseppe Gadda. Danach war er vom 27. Februar 1872 bis zu seinem Ausscheiden aus dem diplomatischen Dienst am 31. Dezember 1874 als Legationssekretär Zweiter Klasse im Außenministerium tätig.

### Mitglied der Abgeordnetenkammer, Bürgermeister von Rom und Präfekt von Provinzen

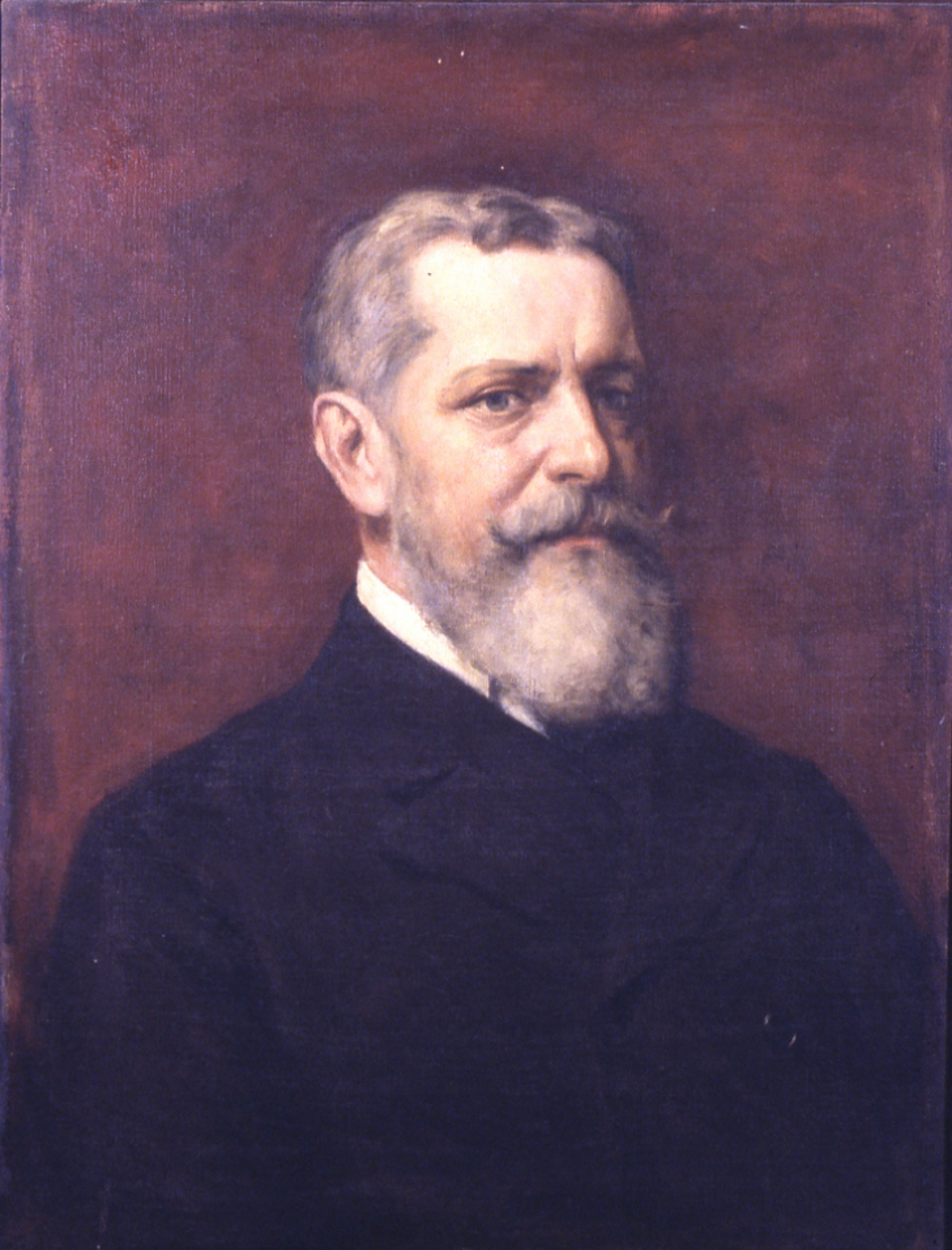
Gemälde von Alessandro Guiccioli als Bürgermeister von Rom (1889).

Bei einer Nachwahl am 3. Januar 1875 in San Giovanni in Persiceto wurde Alessandro Guiccioli erstmals zum Mitglied der Abgeordnetenkammer (Camera dei deputati) gewählt und gehörte dieser nach seinen Wiederwahlen am 5. November 1876 sowie am 16. Mai 1880 bis zum 2. Oktober 1882 an. Innerhalb der Abgeordnetenkammer schloss er sich der Historischen Linken Sinistra storica an und war während seiner Parlamentszugehörigkeit zwischen dem 19. Februar 1880 und dem 25. September 1882 mit einer kurzen Unterbrechung Sekretär des Präsidiums (Segretari, Ufficio di presidenza). Für seine Verdienste wurde er am 28. Januar 1875 Ritter des Ordens der Heiligen Mauritius und Lazarus.
1885 wurde Guiccioli zunächst Mitglied des Stadtrates (Consigliere comunale) von Rom sowie am 10. Oktober 1887 als Assessore comunale alla pubblica istruzione Beigeordneter für Bildung und öffentlichen Unterricht der Hauptstadt. Als solcher war er als Nachfolger von Leopoldo Torlonia von Januar und Oktober 1888 kommissarischer Bürgermeister. Am 24. Oktober 1888 übernahm er schließlich das Amt als Bürgermeister Roms (Sindaco di Roma) und hatte dieses Amt bis zum 20. November 1889 inne, woraufhin Augusto Armellini seine Nachfolge antrat. Am 3. November 1888 wurde er Kommandeur des Ordens der Heiligen Mauritius und Lazarus.
Daraufhin übernahm er am 12. Juni 1890 den Posten als Präfekt (Prefetto) der Präfekturen der Provinz Florenz und hatte diesen bis zum 12. März 1893 inne. Durch Ministerialdekret vom 20. Juni 1891 wurden ihm in dieser Zeit die Titel als Marchese di Ca’ del Bosco, dei Conti di Monteleone, Patrizio di Ravenna, Ferrara, Cesena e San Marino, zuerkannt. Er wurde am 28. August 1894 Präfekt der Provinz Rom und verblieb in dieser Funktion bis zum 9. April 1896. Danach war er zwischen dem 20. März 1898 und dem 9. Juni 1904 noch Präfekt der Provinz Turin und bekam für seine Verdienste in diesen Ämtern am 25. September 1899 das Großkreuz des Ordens der Krone von Italien verliehen.

### Senator, Gesandter in Serbien und Japan sowie Ernennung zum Botschafter
Am 14. Juni 1900 wurde Alessandro Guiccioli zum Mitglied des Senats (Senato del Regno) ernannt und gehörte diesem vom 25. Juni 1900 bis zu seinem Tode am 3. Oktober 1922 an. Er wurde am 21. Mai 1902 zudem Großoffizier des Ordens der Heiligen Mauritius und Lazarus sowie im August 1902 auch Kommandeur der französischen Ehrenlegion.
Nachdem er am 9. Juni 1904 zum Gesandten Zweiter Klasse (Inviato straordinario di II classe) ernannt wurde, übernahm er am 30. Juni 1904 von Roberto Magliano di Villar San Marco den Posten als außerordentlicher Gesandter und bevollmächtigter Minister im Königreich Serbien und verblieb dort bis zu seiner Ablösung durch Carlo Baroli am 28. Juni 1908. Im Anschluss wurde er wiederum am 5. Juli 1908 als Nachfolger von Giovanni Gallina Botschafter in Japan und hatte dieses diplomatische Amt bis zum 4. Dezember 1915 inne, woraufhin Fausto Cucchi Boasso seine Nachfolge antrat. Während dieser Zeit wurde er am 18. Juni 1911 als (Inviato straordinario di I classe) zum Gesandten Erster Klasse befördert. Mit seinem Ausscheiden aus dem diplomatischen Dienst und seinem Eintritt in den Ruhestand am 7. Januar 1917 wurde ihm der Ehrentitels eines Botschafters (Ambasciatore) verliehen. Er war mit der aus dem Adelsgeschlecht Benckendorff stammenden Komtess Olga Benckendorff verheiratet.

## Veröffentlichungen
- Quintino Sella, Rovigo 1888
- Diari e memorie Alessandro Guiccioli. I Guiccioli (1796–1848). Memorie di una famiglia patrizia, Nicola Zanichelli editore, 1934
- Il Diario di un Conservatore, Il Borghese editore, Milano, Nachdruck, 1973

## Hintergrundliteratur
- Alberto Caracciolo: I sindaci di Roma, Donzelli Editore, 1993